# Dennis Padilla
Dennis Esteban Domínguez Baldivia (Caloocan; 9 de febrero de 1962), más conocido como Dennis Padilla, es un actor, comediante y locutor de radio filipino. Es el hijo del fallecido actor y comediante Dencio Padilla. Fue concejal del Ayuntamiento de Caloocan en 2001. 

## Biografía
Su nombre de nacimiento es Dennis Esteban Domínguez Baldivia, nacido el 9 de febrero de 1962 en Caloocan. Es el hijo del fallecido actor y comediante Dencio Padilla. Es hermano de Dencio Gene Padilla, Jr., Glen Baldivia y Richard Baldivia.
Estuvo casado con la actriz Marjorie Barretto, con quien tuvo cuatro hijos: Dani Barretto (1993). Julia Barretto (1997), Claudia Barreto (2000) y León Marcus Barretto (2003). Dennis profesa la religión cristiana protestante.

## Carrera política
Fue elegido concejal de Caloocan entre 2001 y 2007. En 2013 fue candidato para las elecciones para ser miembro de la Junta de su provincia natal, La Laguna, pero perdió en estas elecciones. Los integrantes de su partido en el distrito 3, incluye a la actriz y miembro de la Junta correspondiente, Angelica Jones, —exactriz de la red ABS-CBN—, la periodista Sol Aragonés, primera congresista (representante del Distrito Legislativo) y el actor Emilio Ramon Ejército, entonces gobernador de La Laguna.

## Filmografía

### Películas
- Nardong Kutsero (1969)
- Karnabal (1973)
- Totoy Bato (1977)
- Anak ni Waray vs Anak ni Biday (1984) Fundraiser
- Taray at Teroy (1988)
- Wanted: Pamilya Banal (1989)
- Michael and Madonna (1990)
- Shake, Rattle & Roll 2 (1990) Living Dead (segment "Kulam")
- Robin Good: Sugod ng Sugod (1991)
- Pitong Gamol (1991) Pepeng
- Ang Utol Kong Hoodlum (1991) Mel
- Kaputol Ng Isang Awit (1991) Nonong
- Maging Sino Ka Man (1991) Lebag
- Andrew Ford Medina: Huwag Kang Gamol (1991)
- Onyong Majikero (1991) Gabriel
- Darna (1991)
- Bad Boy II (1992) kamote
- Grease Gun Gang (1992) Panyong Libog
- Blue Jeans Gang (1992)
- Mandurugas (1992) Binoy
- Miss na Miss Kita: Utol Kong Hoodlum II (1992) Mel
- Alabang Girls (1992) Arthor
- Row 4: Ang Baliktorians (1993) Arnulfo "Aruy" Gonzales
- Astig (1993) Terio
- Makuha Ka Sa Tingin: Kung Puwede Lang (1993) Tembong
- Pusoy Dos (1994)
- Pintsik (1994) Mando
- Kalabog en Bosyo (1994) kalabog
- Cuadro de Jack (1994) Janggo
- Ang Tipo Kong Lalake: Maginoo Pero Medyo Bastos! (1995) Stevan "Junior" Cruz Jr.
- Cara y Cruz: Walang Sinasanto! (1996) Bogard
- Pablik Enemi 1 n 2: Aksidental Heroes (1997) Sergio
- Si Mokong, Si Astig at Si Gamol (1997) Astig
- Takot Ako Sa Darling Ko! (1997) Angel
- Alamid: Ang Alamat (1998)
- Alipin ng Aliw (1998)
- Bilib Ako Sa Iyo (1999) Lukas
- Pepeng Agimat (1999) Capt. Rustico 'Tikboy' Purgana
- Pedro Penduko, Episode II: The Return of the Comeback (2000) Bulag
- Basta Tricycle Driver... Sweet Lover (2000)
- Minsan Ko Lang Sasabihin (2000) Goyo
- Akala Mo... (2002) Jun
- Ang Tanging Ina (2003) Eddie
- Asboobs: Asal Bobo (2003)
- Can This Be Love? (2005) Tiyo Dodie
- D'Anothers (2005) Mr. Resureccion
- Binibining K (2006) Adrin
- My Only U (2008)
- I Do (2010)
- Ang Tanging Ina Mo (Last na 'To!) (2010)
- Who's That Girl? (2011)
- The Unkabogable Praybeyt Benjamin (2011)
- Manila Kingpin: The Asiong Salonga Story (2011)
- Moron 5 and the Crying Lady (2012)
- Shake, Rattle & Roll 14 (2012)
- El Presidente (25 de diciembre de 2012)
- Raketeros (7 de agosto de 2013) Heaven's Best Entertainment

### TV shows
| Año       | Título                            | Personaje                   | Canal       |
| --------- | --------------------------------- | --------------------------- | ----------- |
| 1991–1993 | Lunch Date                        | Host                        | GMA Network |
| 1993–1995 | Salo Salo Together                | Host                        | GMA Network |
| 1993-1995 | Haybol Rambol                     |                             | GMA Network |
| 1993      | Kate en Boogie                    | Boogie                      | GMA Network |
| 1996–1997 | Ober Da Bakod                     |                             | GMA Network |
| 2000      | Goin Bayabas                      |                             | IBC         |
| 2001      | Whattamen                         |                             | ABS-CBN     |
| 2001–2003 | Kool Ka Lang                      |                             | GMA Network |
| 2002–2004 | Ispup                             |                             | TV5         |
| 2003–2004 | Masayang Tanghali Bayan           | Host                        | ABS-CBN     |
| 2003      | Home Along Da Airport             | Paktol                      | ABS-CBN     |
| 2005      | Bora: Sons of the Beach           | Marlon                      | ABS-CBN     |
| 2005      | Maynila                           |                             | GMA Network |
| 2006      | Crazy For You                     | Edgardo                     | ABS-CBN     |
| 2007      | Kemis: Ke Misis Umaasa            |                             | RPN         |
| 2007      | Sabi Ni Nanay                     |                             | RPN         |
| 2008      | Palos                             | Luigi                       | ABS-CBN     |
| 2008      | Talentadong Pinoy                 | Judge                       | TV5         |
| 2009      | Parekoy                           | Bart                        | ABS-CBN     |
| 2009      | Maalaala Mo Kaya                  |                             | ABS-CBN     |
| 2009      | Sharon                            | Guest                       | ABS-CBN     |
| 2010      | It's Showtime                     | Guest Judge                 | ABS-CBN     |
| 2010      | Wowowee                           | Guest                       | ABS-CBN     |
| 2010      | Kokey @ Ako                       | Eduardo Reyes               | ABS-CBN     |
| 2010      | Wansapanataym                     |                             | ABS-CBN     |
| 2011      | Star Confessions                  |                             | TV5         |
| 2011      | Bagets: Just Got Lucky            |                             | TV5         |
| 2011      | Sugo Mga Kapatid                  |                             | TV5         |
| 2011      | Maria La Del Barrio               | Chito Kayanan               | ABS-CBN     |
| 2011      | Ang Utol Kong Hoodlum             | Tiyo Paeng                  | TV5         |
| 2011      | Angelito: Batang Ama              | Fulgencio "Pol" Dela Torre  | ABS-CBN     |
| 2012      | Wako Wako                         | Tanyo "Tats"                | ABS-CBN     |
| 2012      | Toda Max                          | Brutus                      | ABS-CBN     |
| 2013      | May Isang Pangarap                | Restituto "Resty" Francisco | ABS-CBN     |
| 2013      | Minute to Win It                  | Player                      | ABS-CBN     |
| 2013      | It's Showtime                     | Guest Judge                 | ABS-CBN     |
| 2013      | Wansapanataym: OMG (Oh My Genius) | Master Choo                 | ABS-CBN     |

### Radio shows
- Eat All You Can (DZXL)